# لازولیت
لازولیت  (به انگلیسی: Lazulite) با فرمول شیمیایی (MgFe)Al2[OH-PO4]2 از مجموعه کانی هاست و لومینسانس سیاه دارد. از واژه عربی azul یعنی آسمان و کلمه یونانی lithos اخذ شده‌است. به سختی در اسیدها حل می‌شود. MgO:۶٫۳۴٪  FeO:۱۱٫۳٪  Al2O۳:۳۲٫۰۶٪  P2O۵:۴۴٫۶۳٪  H2O:۵٫۶۷ Mg/Fe:۱:۱ برای نخستین بار در چک اسلواکی کشف شد و از نظر شکل بلور: دانه‌های پیرامیدال، رنگ: آبی - سبز متمایل به آبی - سفید - متمایل به آبی، شفافیت: نیمه کدر- کدر(اپاک)، شکستگی: نامنظم - خشن (تراشه‌ای)، جلا: شیشه ای، رخ: ناقص، سیستم تبلور: مونوکلینیک و در رده‌بندی فسفات است همچنین خاصیت مغناطیسی ندارد و منشأ تشکیل آن پگماتیتی - ادخال‌های کوارتزیتی متامورفیک است.
همایند کانی‌شناسی (پارانژ) آن ذوب شدگی - چگالی - انحلال دراسیدها - واکنش‌های شیمیایی و اشعهXتورکوئیز - لازوریت- موسکویت- کوارتز و غیره است
، از نظر ژیزمان بلوری - آگرگات توده‌ای - دانه‌ای کمیاب است و بیشتر در اتریش، سوئیس، چک اسلواکی، برزیل، سوئد، ماداگاسکار، آمریکا یافت می‌شود.

## منبع
- پردیس کشاورزی ایران